# Anaplectes
Anaplectes é um gênero de aves africanas da família dos tecelões Ploceidae.

## Taxonomia
O gênero Anaplectes foi introduzido em 1863 pelo naturalista alemão Ludwig Reichenbach. A espécie-tipo foi posteriormente designada por Richard Bowdler Sharpe como Ploceus leuconotus por Müller, JW 1851, agora uma subespécie do tecelão-de-cabeça-vermelha (Anaplectes rubriceps).
O gênero contém as duas espécies seguintes:
- Tecelão-de-cabeça-vermelha (Anaplectes rubriceps) − (Sundevall, 1850)
- Anaplectes jubaensis − Van Someren, 1920